# Thecla lucaris
Thecla lucaris är en fjärilsart som beskrevs av Archibald C. Weeks 1901. Thecla lucaris ingår i släktet Thecla och familjen juvelvingar. Inga underarter finns listade i Catalogue of Life.